# 菲利内和因奇萨-瓦尔达诺
菲利内和因奇萨-瓦尔达诺（義大利語：Figline e Incisa Valdarno）是意大利托斯卡纳大区佛羅倫斯廣域市的市镇。面积为97.9平方公里，2017年人口数量为23,376人。
该市镇是在2014年1月1日由菲利内瓦尔达诺和因奇萨-因瓦尔达诺两市镇合并而成的。